# 반투명 (드라마)
《반투명》은 KBS 2TV에서 2004년 11월 14일에 방영된 드라마시티이다.

## 기획 의도
눈에 보이는 것이 모두 진실일 수도 있고, 눈에 보이지 않는 것이 진실일 수도 있다. 믿을 수 없는 사실이 어쩌면 믿을 수 있는 진실이며, 믿고 싶었던 현실이 오히려 믿을 수 없는 가식일 수 있다. 도덕적으로 보이는 교사 지영과 양심의 대명사였던 시장 민석의 불륜관계, 여기에 얽히게 되는 살인사건을 통해서 진실이란 가장 가까이에 숨어있을지도 모른다는 사실을 보여주고자 한다.

## 줄거리
교사인 지영은 무명시 시장 민석과 불륜 관계이고, 같은 동네에 살고 있는 동수는 지영을 짝사랑한다. 동수는 민석의 비리를 잡고 돈을 뜯어내고 있는데, 민석은 청부살인업자를 고용하여 동수를 살해할 것을 지시한다. 지영은 청부살인업자가 도착한 그 시간에 민석과 여러 가지 사정으로 자신의 아파트에 갇혀있게 된다. 동수의 집에 찾아온 형사들은 동수와 지영이 연인 사이였다고 착각을 하게 된다. 지영은 동수의 집에서 지문이 발견되면서 사건에 휘말리게 되는데, 민석과 함께 있었기 때문에 알리바이를 내세울 수 없어서 계속하여 미궁 속으로 빠져들게 된다.

## 등장 인물

### 주요 인물
- 전예서 : 지영 역
- 안내상 : 민석 역
- 이선균 : 동수 역

- 김영옥 : 영일의 할머니 역
- 명계남 : 이 형사 역
- 박광정 : 건달 1 역
- 이대연 : 건달 2 역
- 장준영 : 영일 역

### 그 외 인물
- 정유미[1] : 정희 역
- 조명식 : 조 형사 역
- 양재원 : 택배기사 역
- 최당석 : 기자 역
- 원유미 : 비서 역